# Льюїс (Делавер)
Льюїс (англ. Lewes) — місто-порт (англ. city) в окрузі Сассекс штату Делавер США. Населення — 3303 особи (2020). Є першим постійним поселенням європейців в штаті, а оскільки Делавер був першим штатом, що ратифікувала Конституцію, то Льюїс носить прізвисько «Перше місто першого штату».
Місто отримало своє нинішнє ім'я на честь англійського Льюїса, яке розташоване в графстві Східний Суссекс.
Через місто проходить велика автомагістраль US 9.

## Географія
Льюїс розташований  в східній частині штату на березі південної частини Делаверської затоки біля мису Хенлопен за координатами 38°46′43″ пн. ш. 75°8′38″ зх. д. / 38.77861° пн. ш. 75.14389° зх. д. (38.778527, -75.143769). Прибережна частина міста є частиною Делаверського пляжу; в північно-західній частині міста в затоку впадає річка Броадкілл. За даними Бюро перепису населення США в 2010 році місто мало площу 12,24 км², з яких 9,85 км² — суходіл та 2,39 км² — водойми.

### Клімат
Максимальна температура в місті була зареєстрована 1997 року і склала 38,8 ° С, мінімальна — 1982 року і склала-28,8 ° С.
| Клімат : Льюїс               | Клімат : Льюїс | Клімат : Льюїс | Клімат : Льюїс | Клімат : Льюїс | Клімат : Льюїс | Клімат : Льюїс | Клімат : Льюїс | Клімат : Льюїс | Клімат : Льюїс | Клімат : Льюїс | Клімат : Льюїс | Клімат : Льюїс | Клімат : Льюїс |
| Показник                     | Січ.           | Лют.           | Бер.           | Квіт.          | Трав.          | Черв.          | Лип.           | Серп.          | Вер.           | Жовт.          | Лист.          | Груд.          | Рік            |
| Абсолютний максимум, °C      | 25,6           | 30,0           | 31,7           | 33,3           | 36,1           | 38,9           | 38,3           | 38,3           | 36,7           | 33,3           | 31,1           | 25,0           | 38,9           |
| Середній максимум, °C        | 7,2            | 8,9            | 12,8           | 18,3           | 23,3           | 28,3           | 30,6           | 29,4           | 26,1           | 20,6           | 15,0           | 9,4            | 19,2           |
| Середній мінімум, °C         | −1,1           | −0,6           | 2,8            | 7,8            | 12,8           | 18,3           | 21,1           | 20,6           | 17,2           | 11,1           | 6,1            | 1,1            | 9,8            |
| Абсолютний мінімум, °C       | −23,9          | −17,8          | −12,8          | −7,8           | 0,0            | 4,4            | 8,3            | 8,3            | 2,8            | −3,3           | −8,9           | −17,8          | −23,9          |
| Норма опадів, мм             | 92             | 82             | 112            | 91             | 94             | 86             | 121            | 120            | 103            | 100            | 93             | 98             | 1192           |
| ---------------------------- | -------------- | -------------- | -------------- | -------------- | -------------- | -------------- | -------------- | -------------- | -------------- | -------------- | -------------- | -------------- | -------------- |
| Джерело: The Weather Channel |                |                |                |                |                |                |                |                |                |                |                |                |                |

## Демографія
Згідно з переписом 2010 року, у місті мешкало 2747 осіб у 1392 домогосподарствах у складі 785 родин. Густота населення становила 224 особи/км².  Було 2638 помешкань (216/км²).
Расовий склад населення:
| - 89,8 % — білих - 7,7 % — чорних або афроамериканців - 0,4 % — корінних американців - 0,4 % — азіатів - 0,1 % — вихідців з тихоокеанських островів - 0,3 % — осіб інших рас |

До двох чи більше рас належало 1,3 %. Частка іспаномовних становила 1,7 % від усіх жителів.
За віковим діапазоном населення розподілялося таким чином: 9,4 % — особи молодші 18 років, 47,0 % — особи у віці 18—64 років, 43,6 % — особи у віці 65 років та старші. Медіана віку мешканця становила 62,6 року. На 100 осіб жіночої статі у місті припадало 80,1 чоловіків;  на 100 жінок у віці від 18 років та старших — 77,1 чоловіків також старших 18 років.
Середній дохід на одне домашнє господарство  становив 82 704 долари США (медіана — 56 058), а середній дохід на одну сім'ю — 102 912 долари (медіана — 67 656). За межею бідності перебувало 7,9 % осіб, у тому числі 6,5 % дітей у віці до 18 років та 7,1 % осіб у віці 65 років та старших.
Цивільне працевлаштоване населення становило 1080 осіб. Основні галузі зайнятості: науковці, спеціалісти, менеджери — 27,1 %, освіта, охорона здоров'я та соціальна допомога — 22,7 %, роздрібна торгівля — 17,6 %.

## Пам'ятки

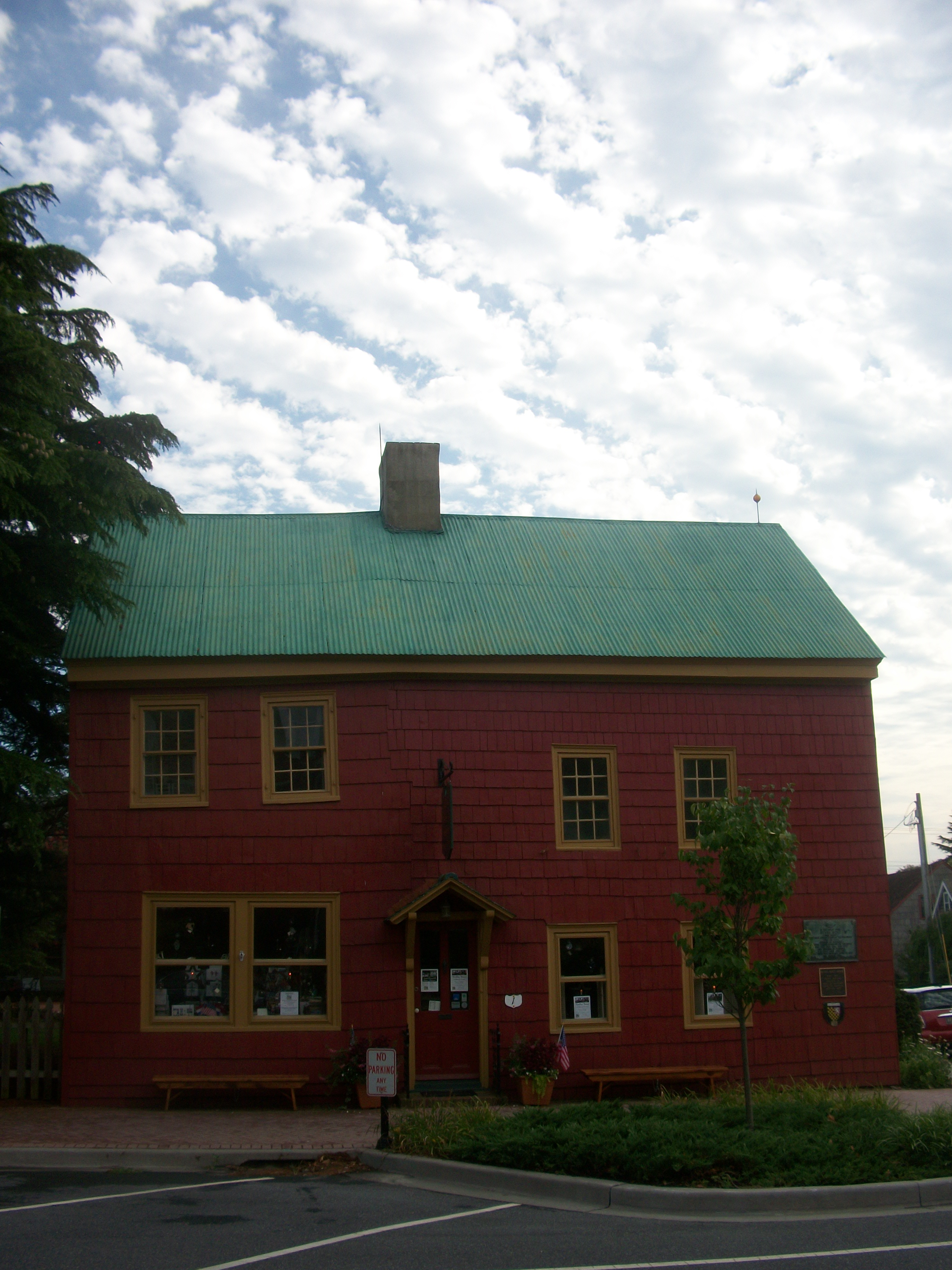
Будинок Райвса Холта  2010 року
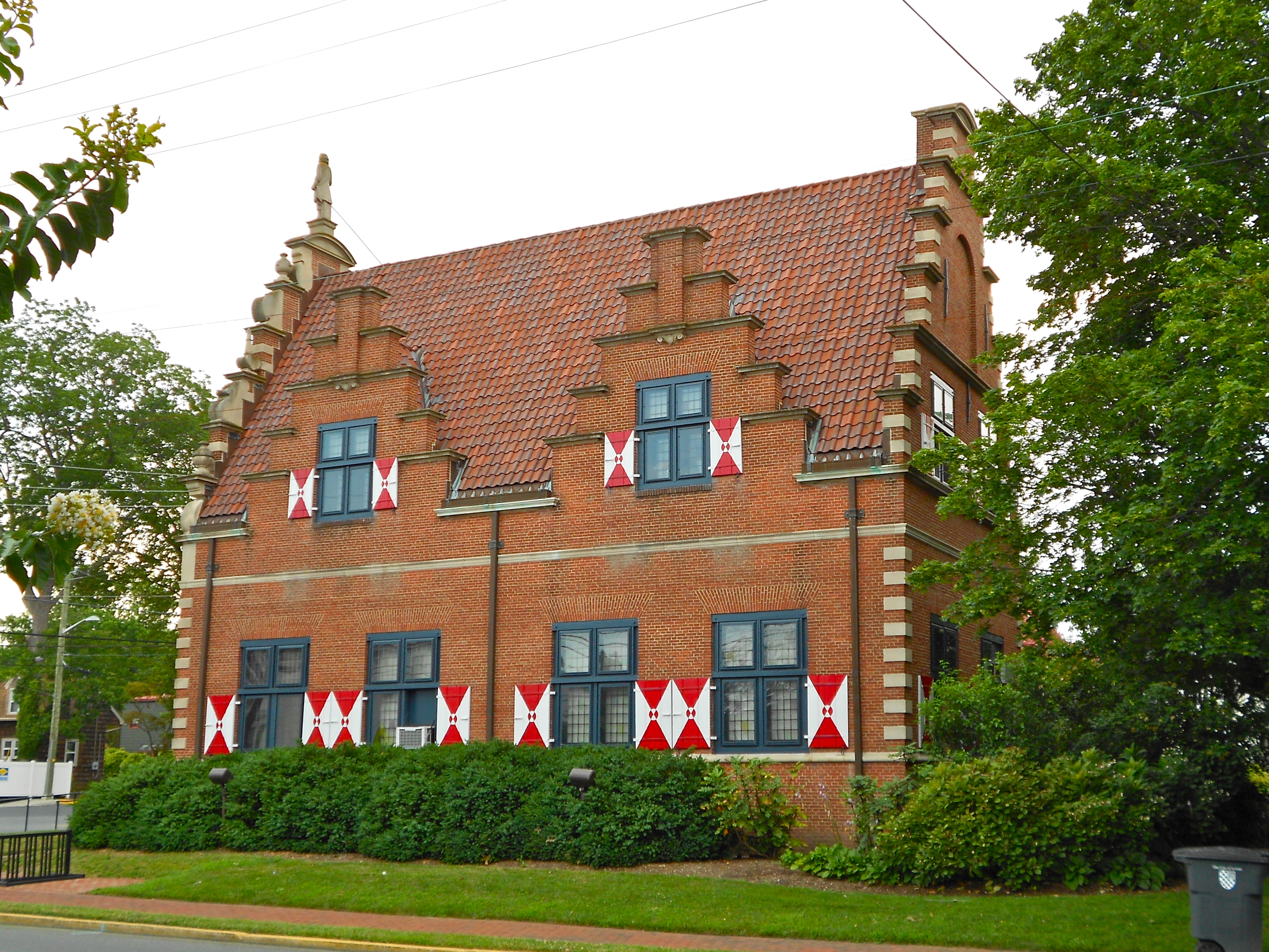
Музей «Лебедина долина»  2012 року
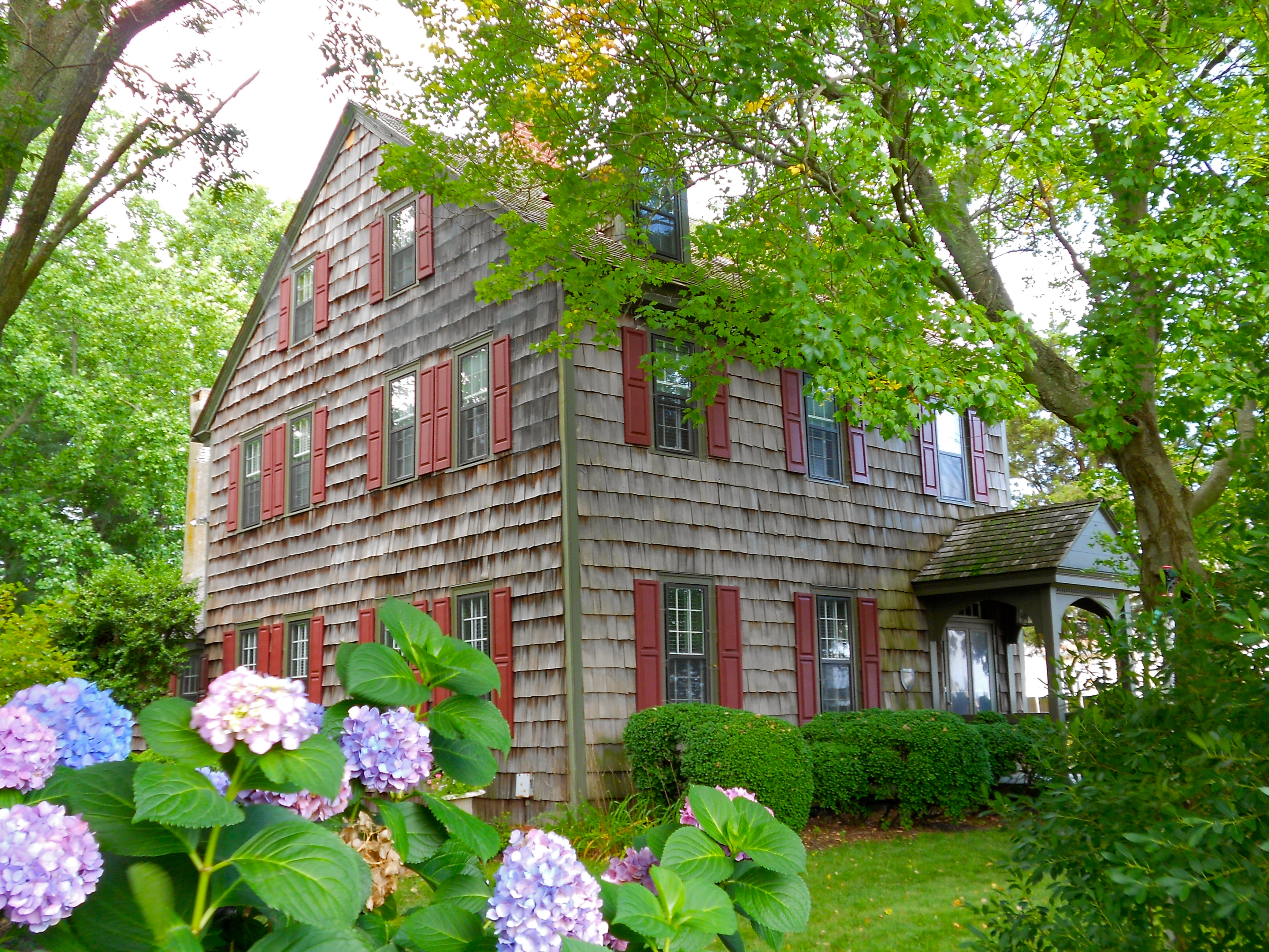
«Рай рибалки» ( 2012 року
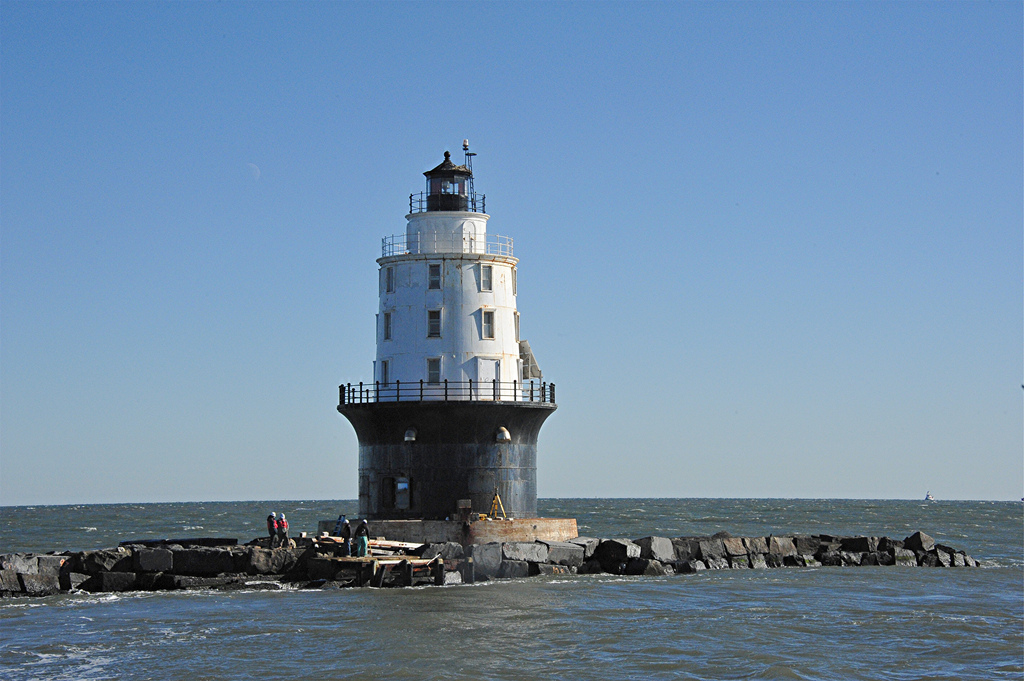
Маяк Харбор-оф-Рефьюджіо 2011 року
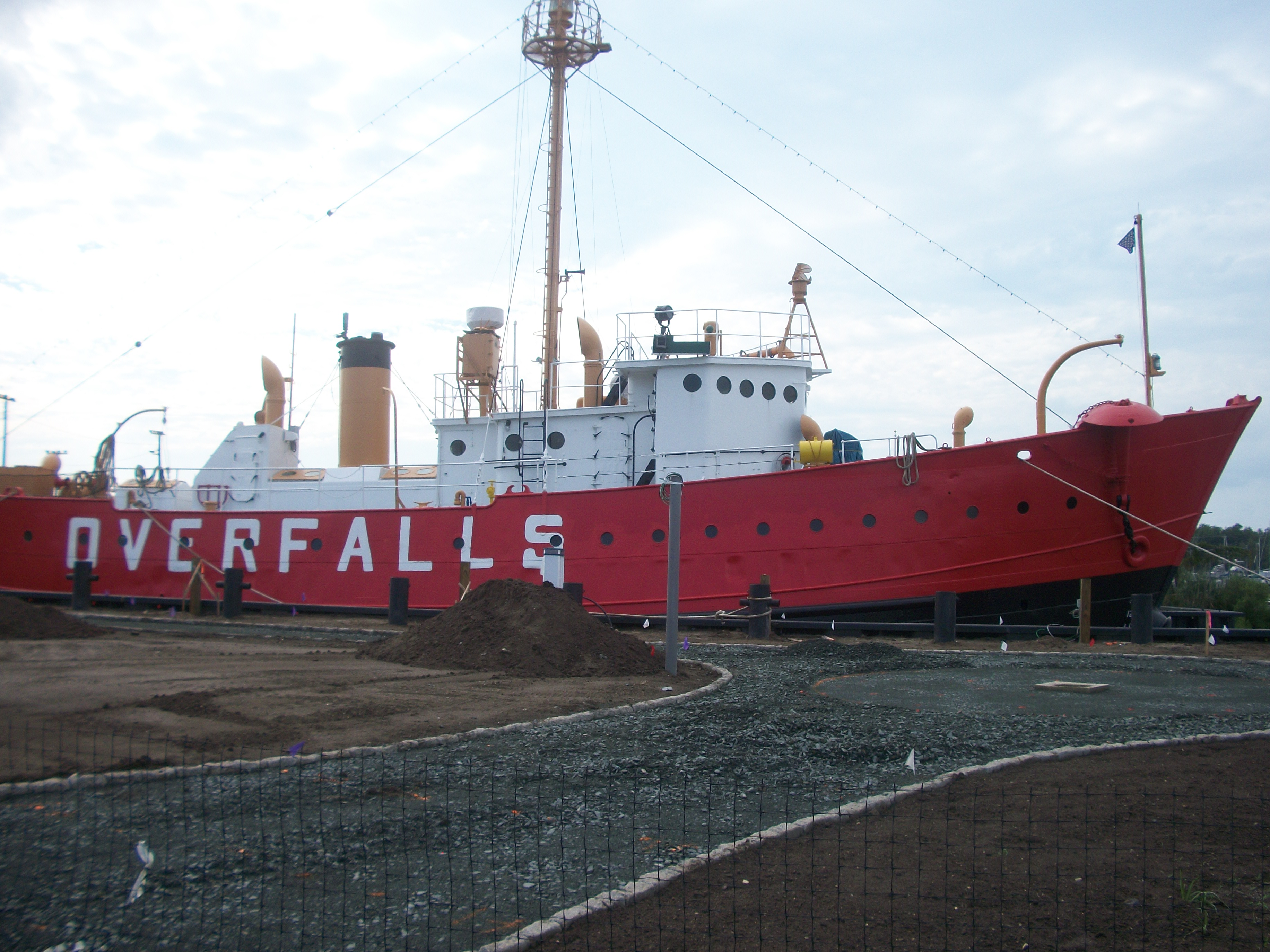
Плавучий маяк 2010 року